# Tiszaújváros
Tiszaújváros est une ville hongroise et une commune du comitat de Borsod-Abaúj-Zemplén, dans le nord-est du pays, à 35 km au sud-est de Miskolc, près de la Tisza. La ville a été créée ex nihilo après la Seconde Guerre mondiale et s'appelait Leninváros.

## Jumelages
La ville de Tiszaújváros est jumelée avec :
- Berehove (Ukraine)
- Miercurea-Ciuc (Roumanie)
- Polgár (Hongrie)
- Rimavská Sobota (Slovaquie)
- Świętochłowice (Pologne)
- Friesenheim (Allemagne)
- Zawiercie (Pologne)
- Neuhofen an der Krems (Autriche)

## Organisation sportive
Cette ville de 15 000 habitants organise avec l'ITU le Triathlon de Tiszaújváros au mois de juillet où en août, un événement majeur dans le calendrier international du fait de son label « World Cup ». En effet ce triathlon est une épreuve de la coupe du monde de triathlon depuis 1997, ce qui en fait la ville avec le plus grand nombre d'accueil envers cette compétition. Un enfant de la ville Csongor Lehmann en est devenu champion de triathlon international.